# Acanthoplus discoidalis

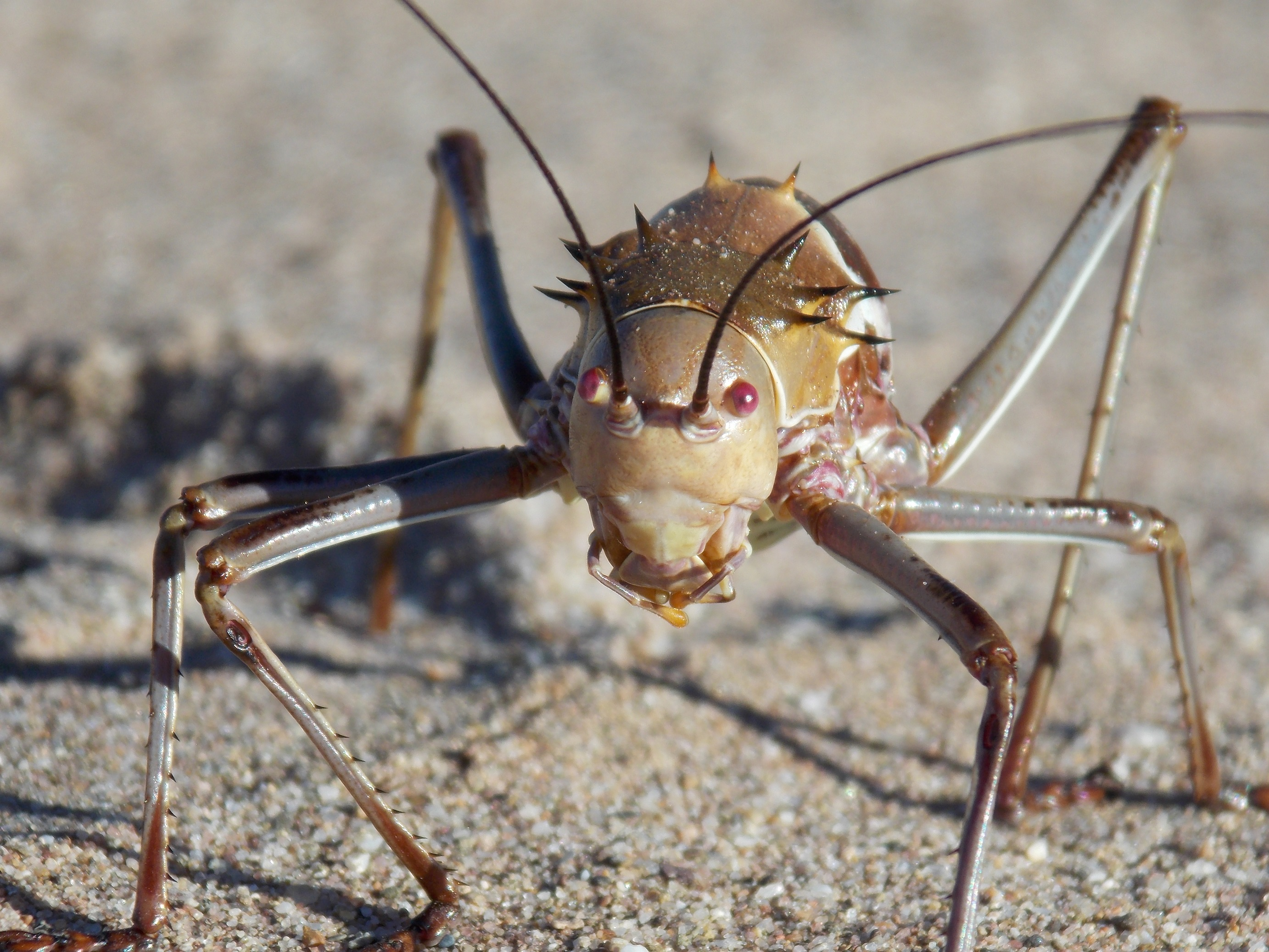
Vorderansicht

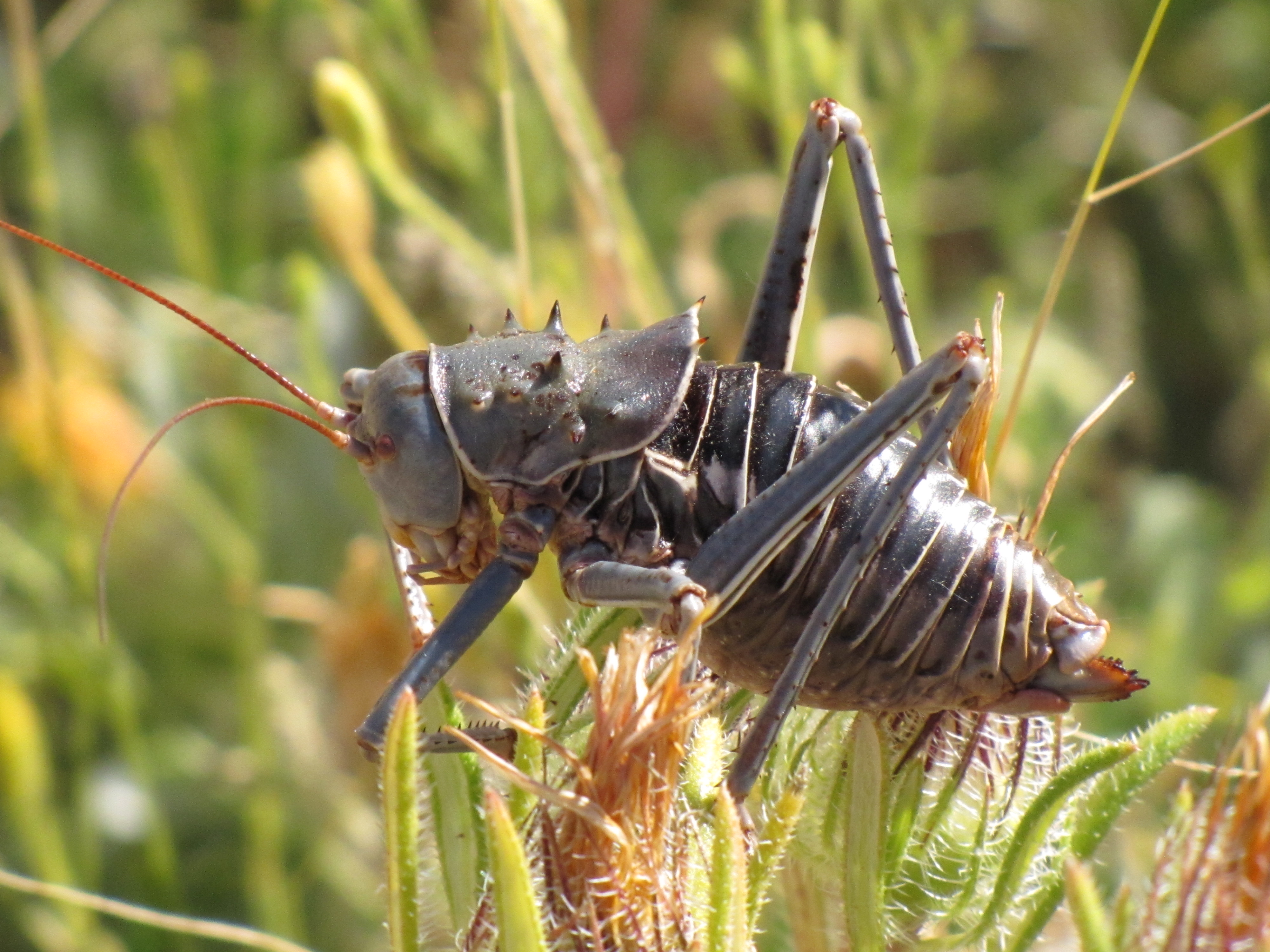
Acanthoplus discoidalis in Namibia

Acanthoplus discoidalis ist eine in Afrika vorkommende Langfühlerschrecke (Ensifera) aus der Familie der Laubheuschrecken (Tettigoniidae).

## Merkmale
Acanthoplus discoidalis erreicht eine Körperlänge von etwa fünf Zentimetern. Die Grundfarbe ist graubraun. Das sattelförmige, gepanzerte Tergum trägt mehrere sehr spitze Stacheln, die die Art unverwechselbar machen. Im englischen Sprachgebrauch wird sie meist als „Armoured Katydid“ (Gepanzerte Laubheuschrecke) bezeichnet. Kürzere Stacheln befinden sich am übrigen Körper und an den Beinen. Die Mandibeln sind sehr kräftig ausgestaltet und in der Lage, selbst zähes, verholztes Material oder dicke Chitinteile zu zerbeißen. Die Flügel sind zu kurzen Stummeln zurückgebildet, die Tiere sind somit flugunfähig.

## Verbreitung und Vorkommen
Die Art kommt in Südafrika, Namibia, Botswana und Simbabwe vor. Acanthoplus discoidalis besiedelt bevorzugt Graslandschaften. Sie ist auch in der Kalahari sowie der Namib anzutreffen. Auf landwirtschaftlich genutzten Flächen tritt sie zuweilen schädlich auf und verursacht teilweise beträchtliche Ernteeinbußen auf Perlhirsefeldern (Pennisetum glaucum).

## Lebensweise
Acanthoplus discoidalis ernährt sich omnivor. Die Tiere fressen sowohl die Blätter, Stängel und Früchte verschiedener Pflanzen, als auch Kadaver von Tieren. Zuweilen fallen sie Jungvögel in den Nestern der Blutschnabelweber (Quelea quelea) an. Bei Überpopulationen wurde auch Kannibalismus beobachtet. Auf Landstraßen überfahrene Schrecken werden von Artgenossen bereitwillig als Nahrung angenommen. Die Geschlechter sind polygam. Bei der Paarung übergibt das Männchen Spermatophore zusammen mit einer Spermatophylax an das Weibchen. Dabei bevorzugen die Männchen noch nicht begattete Weibchen, die sie am leichteren Gewicht erkennen, da dann die Wahrscheinlichkeit, die eigenen Erbanlagen weiterzugeben am größten ist. Das Weibchen legt die Eier in Gruppen dicht unter der Erdoberfläche ab. Zu Beginn der Regenzeit (in Namibia im Januar) schlüpfen die Larven aus den Eiern und ernähren sich zunächst von niedrig wachsenden Gräsern. Die Tiere entwickeln sich parallel zum Pflanzenwuchs und sind im Herbst geschlechtsreif.

## Verteidigungsmechanismen
Acanthoplus discoidalis verfügt über eine Reihe von Verteidigungsmechanismen, die unterschiedlich eingesetzt werden:
- Der gesamte Körperbau mit dem gepanzerten und stacheligen Halsschild sowie den Stacheln an Abdomen und Beinen soll generell vor potentiellen Feinden schützen.
- Gegen kleinere Angreifer von der Seite werden die sehr kräftigen Beißwerkzeuge eingesetzt.
- Zur Abschreckung durch Geräusche wird von den Männchen die Stridulation angewendet.
- Zuweilen speien die Schrecken zur Vertreibung der Angreifer übelriechendes Erbrochenes aus.
- Bei Angriffen von oben wird aus speziellen Drüsen ein Reflexbluten ausgelöst. Das Blut kann bis zu sechs Zentimeter in die Höhe verspritzt werden, es ist scharf und ätzend und wird bevorzugt gegen Skinke, Agamen und Vögel eingesetzt.

## Gefährdung
Acanthoplus discoidalis ist in ihren Vorkommensgebieten weit verbreitet, folgt zuweilen in landwirtschaftlich genutzte Gebiete und ist dort jahrweise schädlich. Die Art wird demzufolge von der Weltnaturschutzorganisation IUCN als  „least concern = nicht gefährdet“ klassifiziert.